# La Bourse
Pour les articles homonymes, voir Bourse.
La Bourse est une nouvelle d’Honoré de Balzac parue en 1832 aux éditions Mame-Delaunay, dans les Scènes de la vie privée de La Comédie humaine. Publié de nouveau aux éditions Béchet en 1835, puis en 1839 chez Charpentier, dans les Scènes de la vie parisienne, le texte retrouve sa place dans les Scènes de la vie privée, dans le tome III de l’édition Furne de 1842.

## Personnages
- Jean-Jacques Bixiou, caricaturiste, probablement inspiré d’Henry Monnier.
- Joseph Bridau, peintre déjà reconnu avant même d’avoir fait ses débuts dans La Rabouilleuse[1].
- Chevalier du Halga, ami de la baronne de Rouville.
- Comte de Kergarouët (amiral), autre ami de la baronne de Rouville chez laquelle lui et le chevalier se font un devoir de venir perdre au jeu pour aider les deux femmes sans qu’elles s’en aperçoivent.
- Baron Leseigneur de Rouville, décédé, laissant sa femme sans ressources.
- Adélaïde Leseigneur de Rouville, fille des deux précédents, elle cache de son mieux la misère atroce dans laquelle vit cette digne famille.
- Hippolyte Schinner, peintre pauvre qui trouvera plus pauvre que lui.
- Mme Schinner, fille-mère, mère du peintre Hippolyte Schinner.

## Résumé
Le jeune peintre à  succès Hippolyte Schinner tombe par accident dans son atelier, et il reste inanimé. Le bruit de sa chute alerte ses deux voisines de l’étage du dessous, Adélaïde de Rouville et sa mère, qui soignent le jeune homme. Hippolyte trouve alors dans leur appartement une chaleur et une amitié agréable, mais aussi une misère digne et soigneusement cachée. Le jeune peintre est amoureux d’Adélaïde et il se rend souvent chez ses voisines où il découvre la volonté mystérieuse de cacher le passé des deux femmes. Il leur propose de refaire le portrait du mari de madame, un travail qui est une réussite complète et qui lui ouvre les portes de l'appartement de ses voisines. Mais qui sont ces deux « vieux amis » de la mère qui viennent perdre exprès au jeu pour laisser des écus à la vieille femme ? Mesdames de Rouville sont-elles des filoutes, voire des prostituées ? Malade d’angoisse, Hippolyte continue tout de même ses visites, par amour pour Adélaïde. Mais un jour, une bourse un peu usagée, contenant quinze Louis d’or (le peintre lui-même était pauvre, bien que titré : il est « de » Schinner, mais il est maintenant célèbre et riche) appartenant au peintre, disparaît. Le jeune homme pense qu’on la lui a volée et il soupçonne Mme ou Mlle de Rouville. Il interrompt alors ses visites et se languit au point que même sa mère s’aperçoit de son trouble. Un heureux hasard permet à Hippolyte de découvrir le passé extrêmement honorable des deux femmes et leur dignité. Et aussi de retrouver sa bourse entièrement rénovée et brodée des mains de Mlle de Rouville. La jeune fille l’avait prise pour lui donner meilleur aspect. Pas un centime ne manque dans cette bourse désormais magnifique.
Le peintre, bouleversé, demande alors la main  d’Adélaïde.

## Balzac et l’art

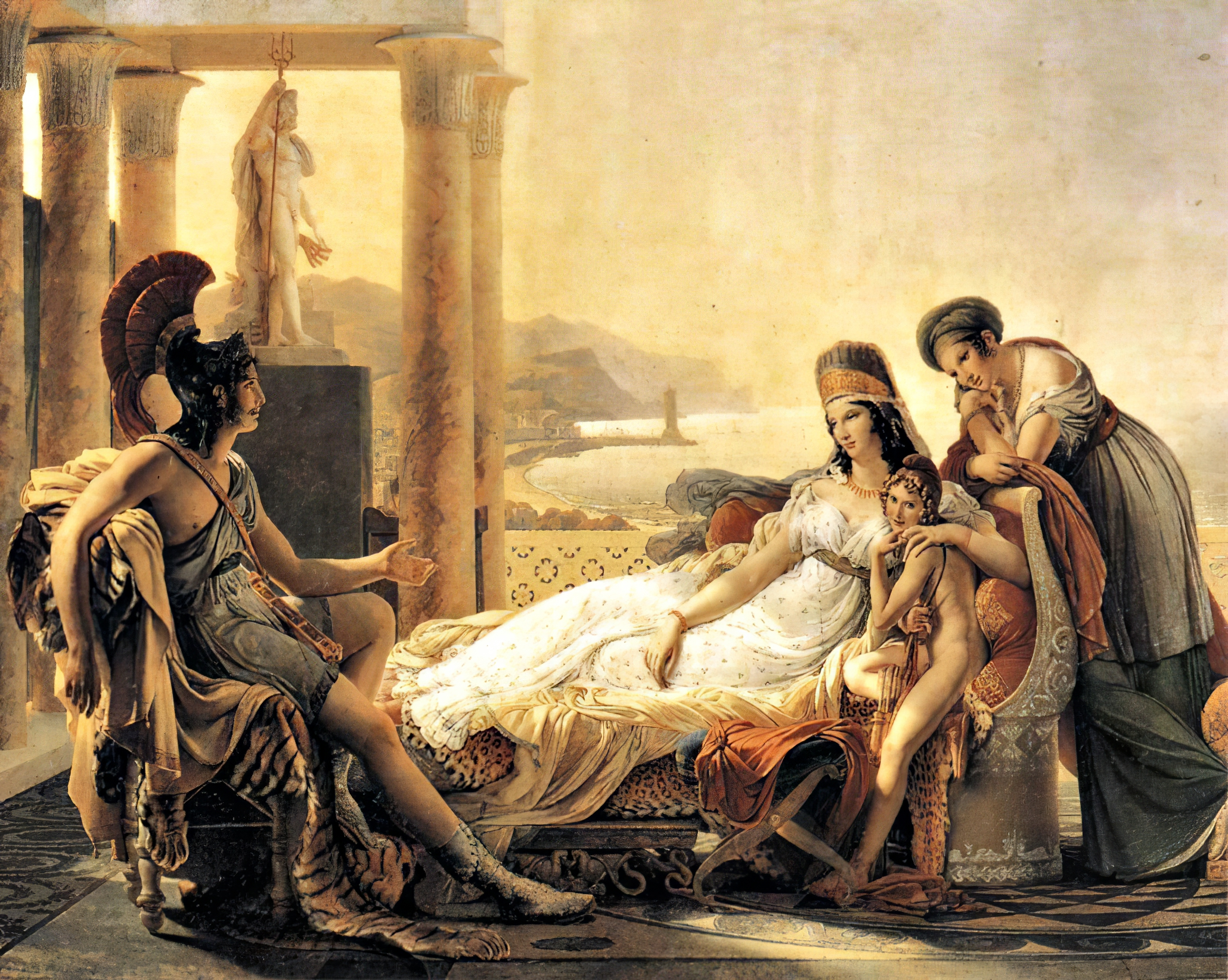
Énée décrit à Didon la chute de Troie, par Pierre-Narcisse Guérin (1815).

L’auteur traite ici un sujet dont il fera le tour complet en plusieurs œuvres : les arts, la création sous toutes ses formes ainsi que les joies et les douleurs qu’elle provoque. Grand admirateur d'Eugène Delacroix qui lui aurait servi de modèle pour le personnage de Joseph Bridau (peintre dans La Rabouilleuse (Un ménage de garçon), Un début dans la vie, La Bourse), il montre la création picturale sous tous ses angles : celle du peintre novateur et incompris, le génial Frenhorfer du Chef-d’œuvre inconnu, le peintre débutant puis reconnu : Joseph Bridau, celle du peintre riche mais fabricant de croûtes : Pierre Grassou, qui gâche sa vie à copier Le Titien, Raphaël, Rembrandt, Rubens, et reste amer malgré sa fortune et sa position sociale.
Balzac ne manque jamais d' « illustrer » ses romans avec des références à des tableaux célèbres. La Bourse est jalonnée de ces descriptions picturales : « Adélaïde vint appuyer ses coudes sur le dossier du fauteuil occupé par le vieux gentilhomme en imitant, sans le savoir, la pose que Guérin a donnée à la sœur de Didon dans son célèbre tableau. »
Il revient aussi avec brio sur des thèmes qui lui sont chers et qui jalonnent La Comédie humaine de romans, nouvelles et récits traitant avec une minutie et une précision qui étonnent encore les spécialistes :
- la sculpture : Sarrasine, dont le héros, Sarrasine, est un génie révolté ;
- la musique : Gambara, où l’on assiste à la création quasi-mathématique d’une œuvre musicale et dans laquelle Balzac donne aussi une analyse minutieuse d’un opéra de Giacomo Meyerbeer ;
- l’art lyrique : Massimilla Doni, où l’histoire d’amour sert de prétexte à un véritable cours sur l’art de Rossini.

C’est encore une belle fable que présente Balzac dans La Bourse : « On ne doit jamais juger les gens sur la mine. » Balzac est décidément bien un conteur, grand fabuliste, qui arrive à forger, en un court roman, le portrait d’une catégorie sociale sur laquelle il revient souvent : les oubliés (victimes ?) de Napoléon que l’on a déjà vus dans La Rabouilleuse.
Bien que considéré comme une œuvre secondaire, l’ouvrage contribue à l’éclairage du monde de la peinture de manière assez inattendue. Il renvoie également à d’autres œuvres sur le même thème et à « l’intelligence de l’art chez Balzac ». En cela, il est une pierre non négligeable dans l’édifice de La Comédie humaine.

## Artistes auxquels Balzac fait référence
- Pierre-Paul Prud'hon ;
- Girodet-Trioson ;
- Pierre-Narcisse Guérin.